# Studenten Physica in Nederland
Studenten Physica in Nederland (SPIN) is het overkoepelende orgaan voor de studieverenigingen van natuurkunde en aanverwante studies in Nederland. Het stimuleert de communicatie tussen de verenigingen door middel van bijeenkomsten voor de besturen van de verenigingen, activiteiten en informatievoorziening voor alle leden van de verenigingen. Daarnaast is SPIN gelieerd aan de Nederlandse Natuurkundige Vereniging: de voorzitter van SPIN heeft tevens zitting in het algemeen bestuur van de NNV.

## Leden
SPIN rekent tot haar leden:
- A-Eskwadraat (UU)
- Ångström (HH, Delft)
- S.V. Arago (UT)
- S.A. Astatine (UT)
- FMF (RUG)
- S.V.N.B. Hooke (TU Delft)
- De Leidsche Flesch (UL)
- S.V. Marie Curie (RUN)
- NSA (UvA)
- T.F.V. "Professor Francken" (RUG)
- VvTP (TU Delft)
- SVTN "J.D. van der Waals" (TU/e)
- S.V. WATT (Saxion, Enschede)
- S.V. Planck (Fontys, Eindhoven)